# میستی باس
میستی باس (انگلیسی: Mistie Bass؛ زادهٔ ۲ دسامبر ۱۹۸۳) بازیکن بسکتبال اهل ایالات متحده آمریکا است.
از باشگاه‌هایی که در آن بازی کرده‌است می‌توان به فینکس مرکوری اشاره کرد.